# Artrosekruk
Een artrosekruk is een hulpmiddel bij de thuisbehandeling van artrose van het heupgewricht.

## Heupartrose
Artrose kan worden gezien als een normaal proces van de gewrichten bij het ouder worden. Bij toenemende leeftijd neemt door de langdurige belasting met het eigen lichaamsgewicht de opbouw van het kraakbeen af terwijl de afbraak toeneemt. Dit heeft tot gevolg dat de gewrichten minder kraakbeen bevatten. Het oppervlak wordt dan ruw waardoor het bewegen stroever gaat en pijn veroorzaakt. Dit proces staat bekend als artrose. Door regelmatig speciale oefeningen te doen kan de functie van het heupgewricht in zo'n geval verbeterd worden. Indien dat onvoldoende effect sorteert zal het operatief aanbrengen van een heupprotese (nieuwe heup) overwogen worden.

## Behandeling
Bij de behandeling van heupartrose kan het veelvuldig uitvoeren van de endorotatie (naar binnen draaien van het heupgewricht) een belangrijk onderdeel zijn. Dit wordt bij voorkeur gedaan in combinatie met extensie: het naar achteren strekken van het been. Deze beweging is om twee redenen belangrijk bij heupartrose.
De eerste reden is dat het gewricht goed wordt gesmeerd. Hierdoor worden afvalstoffen afgevoerd en wordt het kraakbeen gevoed. Het gevolg hiervan is afname van ontstekingen en behoud cq herstel van kraakbeen.
De tweede reden heeft te maken met het stug worden van het gewrichtskapsel als gevolg van de heupartrose. Hierdoor ontstaan bewegingsbeperkingen die weer leiden tot pijn. Door het veelvuldig uitvoeren van de endorotatie wordt het gewrichtskapsel weer opgerekt, neemt de bewegelijkheid toe en neemt de pijn af.

### Fysiotherapie
Endorotatie wordt in de therapiepraktijk uitgevoerd bij buikligging op een massagetafel waarna het bekken met een riem wordt gefixeerd. Vervolgens wordt het onderbeen gebogen waarna dit middels een katrol aan een (lichte) weerstand wordt bevestigd. Daarna kan de endorotatie worden uitgevoerd. Bij heupartrose wordt deze beweging bij voorkeur dagelijks en gedurende langere tijd per dag wordt gedaan.

### Artrosekruk
Voor het uitvoeren van oefeningen in de thuissituatie is een 'artrosekruk' ontworpen. De basis van de artrosekruk is een zogenaamde zadelzit; deze zit dwingt een rechte zithouding af en fixeert het bekken. Een zogenaamde 'artrosesteun' is gemonteerd aan de basis van de zadelzit. Hierin legt men het onderbeen gelegd waarna het in de steun heen en weer wordt gezwaaid. De steun heeft een variabele weerstand: afhankelijk van het oefenprogramma en de mate van heupartrose kan de weerstand verhoogd of verlaagd worden. De extensie kan worden gevarieerd gerealiseerd door de hoogte van de kruk te variëren.